# Cat's Eye (duo)
Pour les articles homonymes, voir Cat's Eye (homonymie).
Cat's Eye (キャッツ★アイ) est un duo J-pop féminin actif en 1977 et 1978, formé des idoles japonaises Non (ノン / 大谷親江, née le 21 février 1958) et Nana (ナナ / 山中奈奈, née le 6 juillet 1958). Peu après, en 1981, sortit un manga du même nom, Cat's Eye (キャッツ♥アイ, avec un cœur à la place de l'étoile du logo), sans rapport avec le groupe.

## Discographie
Singles
- 1977 : Aventure (アバンチュール?)
- 1977 : ? (めっきり冷たくなりました?)
- 1978 : ? (導火線?)
- 1978 : Jeanne d'Arc (ジャンヌ・ダルク?)

Album
- 1978 : Cat's Eye First (キャッツ★アイファースト?)

## Liens
- (ja) Discographie de Cat's Eye sur un site de fan
- (ja) Page Cat's Eye sur un site de fan